# Stefan Wahlman
Stefan Wahlman, född 1970, svensk innebandyspelare, var under 1990-talet elitspelare och landslagsman i innebandy. Wahlman representerade Kista IBK och Järfälla IBK i högsta serien. Han blev svensk mästare med Kista IBK 1994/95, tillsammans med spelare som Michael Östlund, Björn Eriksson, Johan Nilsen, Kim och Tom Lepistö samt Jan och Joachim Liikamaa. Han spelar sedan säsongen 2001/2002 i Bele Barkarby IF. Avslutade säsongen 2008/2009 med att göra tre mål i sista matchen.